# Ritornano quelli della calibro 38
Ritornano quelli della calibro 38 è un film del 1977 diretto da Giuseppe Vari.

## Trama
Il commissario Tinto Baragli dà la caccia ad un criminale; uno alla volta arresta tutti i suoi uomini. Ma il criminale prende in ostaggio un intero asilo di bambini.

## Distribuzione

### Edizioni home video
Tuttora inedito in DVD, il film ha avuto perlomeno tre diverse edizioni in videocassetta: per la CVR, per la Mondial Video e per la Cinehollywood.

## Curiosità
Nonostante il titolo, la pellicola non ha nessun legame di trama con il film Quelli della calibro 38, diretto da Massimo Dallamano e uscito l'anno prima.